# Подвитез
Подвитез (на сръбски: Подвитез) е село в Босна и Херцеговина, разположено в община Пале, в ентитета на Република Сръбска. Населението му според преброяването през 2013 г. е 42 души, от тях: 24 (57,14 %) сърби и 18 (42,85 %) бошняци.

## Население
Численост на населението според преброяванията през годините:
- 1961 – 204 души
- 1971 – 194 души
- 1981 – 173 души
- 1991 – 146 души
- 2013 – 42 души